# Peter Albers (Politiker)
Peter Albers (* 1. Dezember 1901 in Hülm; † 26. Februar 1955 in Köln) war ein deutscher Politiker (CDU) und Mitglied des Landtages Nordrhein-Westfalen. Er war 1946 erster Landrat des Kreises Kleve nach dem Zweiten Weltkrieg.

## Leben
Peter Albers engagierte sich bereits früh auf dem sozialen Sektor. Nach seiner Schreinerlehre wurde er 1926 zum hauptamtlichen KAB-Arbeitersekretär nach Kleve bestellt. Auch während der Zeit des Nationalsozialismus blieb der Katholik Ansprechpartner vieler Menschen. Nach Ende des Krieges engagierte er sich stark für die Bildung einer neuen christlichen Partei. Während einer Veranstaltung am 23. September 1945 sprach er sich, zusammen mit dem späteren Bundeskanzler Konrad Adenauer, für die Bildung der Christlich Demokratischen Partei in Kleve aus. Am 10. Dezember 1945 wurde die Bildung bei der britischen Militärregierung beantragt und so wurde letztendlich am 18. April 1946 die Gründung der „christlich demokratischen Partei, Kreis Partei Kleve“ genehmigt.
Albers wurde in führende Positionen der Partei gewählt und zog für seinen Landkreis auch in den Düsseldorfer Landtag ein. Außerdem war er erster Landrat des Kreises Kleve und gehörte unter anderem dem Kirchenvorstand der katholischen Gemeinde Christus König an, die 1950 von der Stiftskirche St. Mariä Himmelfahrt (Kleve) abgepfarrt worden war. Er engagierte sich außerdem noch in vielen anderen kirchlichen Bereichen. In Kleve erinnert heute der Name einer Straße an ihn.